# Badminton op de Olympische Zomerspelen 2008
Badminton is een van de sporten die beoefend werden tijdens de Olympische Zomerspelen 2008 in Peking. De wedstrijden werden gehouden van 9 augustus tot 17 augustus in het nieuwe gymnasium van de Universiteit van Technologie van Peking (Beijing University of Technology Gymnasium).
Badminton werd beoefend in vijf disciplines:
mannen enkelspel,
vrouwen enkelspel,
mannen dubbelspel,
vrouwen dubbelspel en
gemengd dubbelspel.

## Kwalificatie
Elk Nationaal Olympisch Comité mocht maximaal drie deelnemers/paren inschrijven per onderdeel. Totaal kwalificeerden 64 badmintonners zich voor de singles en 16 paren voor de dubbels.

## Speelschema
|                    | 9 aug      | 10 aug     | 11 aug      | 12 aug     | 13 aug       | 14 aug      | 15 aug         | 16 aug         | 17 aug         |
| ------------------ | ---------- | ---------- | ----------- | ---------- | ------------ | ----------- | -------------- | -------------- | -------------- |
| Mannen enkelspel   | Laatste 64 | Laatste 64 | Laatste 32  | Laatste 16 |              | Kwartfinale | Halve finale   | Brons          | Finale         |
| Vrouwen enkelspel  | Laatste 64 | Laatste 32 | Laatste 16  |            | Kwartfinale  |             | Halve finale   | Brons / Finale |                |
| Mannen dubbelspel  |            |            |             | Laatste 16 | Kwartfinale  |             | Halve finale   | Brons / Finale |                |
| Vrouwen dubbelspel |            | Laatste 16 | Kwartfinale |            | Halve finale |             | Brons / Finale |                |                |
| Gemengd dubbelspel |            |            |             | Laatste 16 |              | Kwartfinale |                | Halve finale   | Brons / Finale |

## Deelnemende landen
Er namen 50 landen deel. Tussen haakjes staat het aantal atleten per land. Sommige atleten namen deel in meerdere disciplines.
| - Algerije (1) - Australië (6) - Bulgarije (1) - Canada (4) - China (19) - Chinees Taipei (4) - Denemarken (10) - Duitsland (5) - Egypte (1) - Estland (2) | - Finland (2) - Frankrijk (2) - Groot-Brittannië (6) - Guatemala (1) - Hongkong (3) - Ierland (2) - IJsland (1) - India (2) - Indonesië (11) - Iran (1) | - Italië (1) - Japan (10) - Litouwen (2) - Maleisië (9) - Mauritius (1) - Mexico (1) - Nieuw-Zeeland (3) - Nigeria (1) - Oeganda (1) - Oekraïne (2) | - Peru (1) - Polen (5) - Portugal (2) - Rusland (2) - Seychellen (2) - Singapore (5) - Slovenië (1) - Slowakije (1) - Spanje (2) - Sri Lanka (1) | - Thailand (4) - Tsjechië (2) - Verenigde Staten (5) - Vietnam (2) - Wit-Rusland (1) - Zambia (1) - Zuid-Afrika (5) - Zuid-Korea (13) - Zweden (1) - Zwitserland (2) |

Meer informatie hierover staat op de pagina over de kwalificatie.

## Medailles
| Discipline         | Goud                        | Goud | Zilver                       | Zilver | Brons                    | Brons |
| ------------------ | --------------------------- | ---- | ---------------------------- | ------ | ------------------------ | ----- |
| Mannen enkelspel   | Lin Dan                     | CHN  | Lee Chong Wei                | MAS    | Chen Jin                 | CHN   |
| Vrouwen enkelspel  | Zhang Ning                  | CHN  | Xie Xingfang                 | CHN    | Maria Kristin Yulianti   | INA   |
| Mannen dubbelspel  | Markis Kido Hendra Setiawan | INA  | Fu Haifeng Cai Yun           | CHN    | Hwang Ji-man Lee Jae-jin | KOR   |
| Vrouwen dubbelspel | Du Jing Yu Yang             | CHN  | Lee Hyo-jung Lee Kyung-won   | KOR    | Wei Yili Zhang Yawen     | CHN   |
| Gemengd dubbelspel | Lee Yong-dae Lee Hyo-jung   | KOR  | Nova Widianto Lilyana Natsir | INA    | He Hanbin Yu Yang        | CHN   |

## Uitslagen
| winnaar                | Land                   | uitslag                | verliezer              | Land                   |
| 1/32 finale (1e ronde) | 1/32 finale (1e ronde) | 1/32 finale (1e ronde) | 1/32 finale (1e ronde) | 1/32 finale (1e ronde) |
| ---------------------- | ---------------------- | ---------------------- | ---------------------- | ---------------------- |
| Park Sung-hwan         | KOR                    | 21-11, 21-11           | Andrew Dabeka          | CAN                    |
| Erwin Kehlhoffner      | FRA                    | 19-21, 22-20, 21-15    | Stuart Gomez           | AUS                    |
| Hsieh Yu-hsing         | TPE                    | 21-16, 21-12           | Kaveh Mehrabi          | IRI                    |
| Kęstutis Navickas      | LTU                    | 23-21, 12-21, 21-9     | Pablo Abián            | ESP                    |
| Ville Lång             | FIN                    | 21-12, 21-19           | Vladislav Druzchenko   | UKR                    |
| Marc Zwiebler          | GER                    | 21-18, 18-21, 21-19    | Scott Evans            | IRL                    |
| Przemysław Wacha       | POL                    | 21-14, 21-15           | Raul Must              | EST                    |
| Anup Sridhar           | IND                    | 21-16, 21-14           | Marco Vasconcelos      | POR                    |
| Andrew Smith           | GBR                    | 10-21, 21-12, 21-15    | Petr Koukal            | CZE                    |
| 1/16 finale (2e ronde) |                        |                        |                        |                        |
| Lin Dan                | CHN                    | 21-16, 21-13           | Ng Wei                 | HKG                    |
| Park Sung-hwan         | KOR                    | 21-5, 21-8             | Edwin Ekiring          | UGA                    |
| Peter Gade             | DEN                    | 21-6, 21-4             | Nabil Lasmari          | ALG                    |
| Shoji Sato             | JPN                    | 21-13, 21-17           | Anup Sridhar           | IND                    |
| Chen Lin               | CHN                    | 21-9, 21-1             | John Moody             | NZL                    |
| Erwin Kehlhoffner      | FRA                    | 21-15, 21-17           | Eli Mambwe             | ZAM                    |
| Hsieh Yu-hsing         | TPE                    | 21-16, 15-21, 21-15    | Nguyen Tien Minh       | VIE                    |
| Wong Choong Hann       | MAS                    | 21-19, 21-16           | Taufik Hidayat         | INA                    |
| Lee Chong Wei          | MAS                    | 21-13, 21-14           | Ronald Susilo          | SIN                    |
| Kęstutis Navickas      | LTU                    | 21-12, 21-17           | Stanislav Pukhov       | RUS                    |
| Sony Dwi Kuncoro       | INA                    | 21-16, 21-14           | Boonsak Ponsana        | THA                    |
| Ville Lång             | FIN                    | 21-9, 21-16            | Raju Rai               | USA                    |
| Lee Hyun-il            | KOR                    | 15-21, 21-14, 21-19    | Kenneth Jonassen       | DEN                    |
| Marc Zwiebler          | GER                    | 16-21, 21-13, 21-17    | Andrew Smith           | GBR                    |
| Bao Chunlai            | CHN                    | 21-17, 21-16           | Kevin Cordón           | GUA                    |
| Przemysław Wacha       | POL                    | 21-12, 11-21, 21-19    | Christian Bösiger      | SUI                    |
| 1/8 finale (3e ronde)  |                        |                        |                        |                        |
| Lin Dan                | CHN                    | 21-8, 21-11            | Park Sung-hwan         | KOR                    |
| Peter Gade             | DEN                    | 14-21, 22-20, 21-15    | Shoji Sato             | JPN                    |
| Chen Lin               | CHN                    | 21-10, 21-6            | Erwin Kehlhoffner      | FRA                    |
| Hsieh Yu-hsing         | TPE                    | 14-21, 21-17, 21-18    | Wong Choong Hann       | MAS                    |
| Lee Chong Wei          | MAS                    | 21-5, 21-7             | Kęstutis Navickas      | LTU                    |
| Sony Dwi Kuncoro       | INA                    | 21-13, 21-18           | Ville Lång             | FIN                    |
| Lee Hyun-il            | KOR                    | 21-13, 21-11           | Marc Zwiebler          | GER                    |
| Bao Chunlai            | CHN                    | 21-11, 19-21, 21-13    | Przemysław Wacha       | POL                    |
| Kwartfinale            |                        |                        |                        |                        |
| Lin Dan                | CHN                    | 21-13, 21-16           | Peter Gade             | DEN                    |
| Chen Lin               | CHN                    | 21-8, 21-14            | Hsieh Yu-hsing         | TPE                    |
| Lee Chong Wei          | MAS                    | 21-9, 21-11            | Sony Dwi Kuncoro       | INA                    |
| Lee Hyun-il            | KOR                    | 23-21, 21-11           | Bao Chunlai            | CHN                    |
| Halve finale           |                        |                        |                        |                        |
| Lin Dan                | CHN                    | 21-13, 21-18           | Chen Lin               | CHN                    |
| Lee Chong Wei          | MAS                    | 21-18, 13-21, 21-13    | Lee Hyun-il            | KOR                    |
| Bronzen finale         |                        |                        |                        |                        |
| Chen Jin               | CHN                    | 21-16, 12-21, 21-14    | Lee Hyun-il            | KOR                    |
| Finale                 |                        |                        |                        |                        |
| Lin Dan                | CHN                    | 21-12, 21-8            | Lee Chong Wei          | MAS                    |

| winnaar                | Land                   | uitslag                | verliezer              | Land                   |
| 1/32 finale (1e ronde) | 1/32 finale (1e ronde) | 1/32 finale (1e ronde) | 1/32 finale (1e ronde) | 1/32 finale (1e ronde) |
| ---------------------- | ---------------------- | ---------------------- | ---------------------- | ---------------------- |
| Jun Jae-youn           | KOR                    | 21-15, 21-5            | Kamila Augustyn        | POL                    |
| Chloe Magee            | IRL                    | 18-21,21-18, 21-19     | Kati Tolmoff           | EST                    |
| Eriko Hirose           | JPN                    | 21-6, 19-6 opgave      | Ragna Ingólfsdóttir    | ISL                    |
| Nguyen Nhung Le Ngoc   | VIE                    | 21-13, 21-12           | Thilini Jayasinghe     | SRI                    |
| Maria Kristin Yulianti | INA                    | 18-21, 21-13, 22-20    | Juliane Schenk         | GER                    |
| Yoana Martínez         | ESP                    | 21-9, 21-16            | Erin Carroll           | AUS                    |
| Saina Nehwal           | IND                    | 21-9, 21-8             | Ella Diehl             | RUS                    |
| Larisa Griga           | UKR                    | 21-15, 21-11           | Agnese Allegrini       | ITA                    |
| Olga Konon             | BLR                    | 21-19, 21-12           | Xing Aiying            | SIN                    |
| Tracey Hallam          | GBR                    | 21-15, 21-17           | Yip Pui Yin            | HKG                    |
| Kristína Ludíková      | CZE                    | 21-13, 21-8            | Grace Daniel           | NGR                    |
| Anna Rice              | CAN                    | 21-15, 19-21, 21-19    | Eva Lee                | USA                    |
| Jeanine Cicognini      | SUI                    | 21-9, 21-13            | Ana Moura              | POR                    |
| Petya Nedelcheva       | BUL                    | 21-10, 21-10           | Sara Persson           | SWE                    |
| Hadia Hosny            | EGY                    | 21-18, 7-21, 21-14     | Deyanira Angulo        | MEX                    |
| 1/16 finale (2e ronde) |                        |                        |                        |                        |
| Zhang Ning             | CHN                    | 21-23, 21-17, 21-7     | Salakjit Ponsana       | THA                    |
| Jun Jae-youn           | KOR                    | 21-12, 21-14           | Chloe Magee            | IRL                    |
| Pi Hongyan             | FRA                    | 21-6, 21-9             | Claudia Rivero         | PER                    |
| Eriko Hirose           | JPN                    | 21-7, 21-12            | Nguyen Nhung Le Ngoc   | VIE                    |
| Maria Kristin Yulianti | INA                    | 21-9, 21-14            | Yoana Martínez         | ESP                    |
| Tine Rasmussen         | DEN                    | 21-6, 21-8             | Akvilė Stapušaitytė    | LTU                    |
| Saina Nehwal           | IND                    | 21-18, 21-10           | Larisa Griga           | UKR                    |
| Wang Chen              | HKG                    | 21-7, 21-7             | Eva Sládeková          | SVK                    |
| Xie Xingfang           | CHN                    | 21-1, 21-9             | Cheng Shao-Chieh       | TPE                    |
| Olga Konon             | BLR                    | 21-17, 21-14           | Maja Tvrdy             | SLO                    |
| Xu Huaiwen             | GER                    | 21-17, 21-8            | Anu Nieminen           | FIN                    |
| Tracey Hallam          | GBR                    | 21-18, 21-13           | Kristína Ludíková      | CZE                    |
| Lu Lan                 | CHN                    | 21-3, 7-1 opgave       | Karen Foo Kune         | MRI                    |
| Anna Rice              | CAN                    | 21-10, 21-13           | Jeanine Cicognini      | SUI                    |
| Wong Mew Choo          | MAS                    | 21-4, 21-4             | Kerry–Lee Harrington   | USA                    |
| Petya Nedelcheva       | BUL                    | 21-7, 21-4             | Hadia Hosny            | EGY                    |
| 1/8 finale (3e ronde)  |                        |                        |                        |                        |
| Zhang Ning             | CHN                    | 21-11, 21-12           | Jun Jae-youn           | KOR                    |
| Pi Hongyan             | FRA                    | 21-12, 16-21, 21-6     | Eriko Hirose           | JPN                    |
| Maria Kristin Yulianti | INA                    | 18-21, 21-19, 21-14    | Tine Rasmussen         | DEN                    |
| Saina Nehwal           | IND                    | 21-19, 11-21, 21-11    | Wang Chen              | HKG                    |
| Xie Xingfang           | CHN                    | 21-16, 21-15           | Olga Konon             | BLR                    |
| Xu Huaiwen             | GER                    | 21-10, 21-7            | Tracey Hallam          | GBR                    |
| Lu Lan                 | CHN                    | 21-7, 21-12            | Anna Rice              | CAN                    |
| Wong Mew Choo          | MAS                    | 21-16, 21-8            | Petya Nedelcheva       | BUL                    |
| Kwartfinale            |                        |                        |                        |                        |
| Zhang Ning             | CHN                    | 21-8, 19-21, 21-19     | Pi Hongyan             | FRA                    |
| Maria Kristin Yulianti | INA                    | 26-28, 21-14, 21-15    | Saina Nehwal           | IND                    |
| Xie Xingfang           | CHN                    | 21-19, 22-20           | Xu Huaiwen             | GER                    |
| Lu Lan                 | CHN                    | 21-7, 29-27            | Wong Mew Choo          | MAS                    |
| Halve finale           |                        |                        |                        |                        |
| Zhang Ning             | CHN                    | 21-15, 21-15           | Maria Kristin Yulianti | INA                    |
| Xie Xingfang           | CHN                    | 7-21, 21-10, 21-12     | Lu Lan                 | CHN                    |
| Bronzen finale         |                        |                        |                        |                        |
| Maria Kristin Yulianti | INA                    | 11-21, 21-13, 21-15    | Lu Lan                 | CHN                    |
| Finale                 |                        |                        |                        |                        |
| Zhang Ning             | CHN                    | 21-12, 10-21, 21-18    | Xie Xingfang           | CHN                    |

| winnaar                        | Land                  | uitslag               | verliezer                       | Land                  |
| 1/8 finale (1e ronde)          | 1/8 finale (1e ronde) | 1/8 finale (1e ronde) | 1/8 finale (1e ronde)           | 1/8 finale (1e ronde) |
| ------------------------------ | --------------------- | --------------------- | ------------------------------- | --------------------- |
| Markis Kido Hendra Setiawan    | INA                   | 22-20, 10-21, 21-17   | Guo Zhendong Xie Zhongbo        | CHN                   |
| Cai Yun Fu Haifeng             | CHN                   | 21-12, 21-11          | Jens Eriksen Martin Lundgaard   | DEN                   |
| Hwang Ji-man Lee Jae-jin       | KOR                   | 21-16, 21-19          | Choong Tan Fook Lee Wan Wah     | MAS                   |
| Lars Paaske Jonas Rasmussen    | DEN                   | 20-22, 21-13, 21-16   | Jung Jae-sung Lee Yong-dae      | KOR                   |
| Koo Kien Keat Tan Boon Heong   | MAS                   | 21-12, 21-16          | Shintaro Ikeda Shuichi Sakamoto | JPN                   |
| Howard Bach Bob Malaythong     | USA                   | 21-10, 21-16          | Chris Dednam Roelof Dednam      | RSA                   |
| Keita Masuda Tadashi Ohtsuka   | JPN                   | 21-13, 21-16          | Luluk Hadiyanto Alvent Yulianto | INA                   |
| Michał Łogosz Robert Mateusiak | POL                   | 19-21, 21-14, 21-14   | Ross Smith Glenn Warfe          | AUS                   |
| Kwartfinale                    |                       |                       |                                 |                       |
| Markis Kido Hendra Setiawan    | INA                   | 21-16, 21-18          | Koo Kien Keat Tan Boon Heong    | MAS                   |
| Cai Yun Fu Haifeng             | CHN                   | 21-9, 21-10           | Howard Bach Bob Malaythong      | USA                   |
| Hwang Ji-man Lee Jae-jin       | KOR                   | 17-21, 21-11, 21-15   | Keita Masuda Tadashi Ohtsuka    | JPN                   |
| Lars Paaske Jonas Rasmussen    | DEN                   | 21-12, 18-21, 21-9    | Michał Łogosz Robert Mateusiak  | POL                   |
| Halve finale                   |                       |                       |                                 |                       |
| Markis Kido Hendra Setiawan    | INA                   | 21-19, 21-17          | Lars Paaske Jonas Rasmussen     | DEN                   |
| Cai Yun Fu Haifeng             | CHN                   | 22-20, 21-8           | Hwang Ji-man Lee Jae-jin        | KOR                   |
| Bronzen finale                 |                       |                       |                                 |                       |
| Hwang Ji-man Lee Jae-jin       | KOR                   | 13-21, 21-18, 21-17   | Lars Paaske Jonas Rasmussen     | DEN                   |
| Finale                         |                       |                       |                                 |                       |
| Markis Kido Hendra Setiawan    | INA                   | 12-21, 21-11, 21-16   | Cai Yun Fu Haifeng              | CHN                   |

| winnaar                       | Land                  | uitslag               | verliezer                                  | Land                  |
| 1/8 finale (1e ronde)         | 1/8 finale (1e ronde) | 1/8 finale (1e ronde) | 1/8 finale (1e ronde)                      | 1/8 finale (1e ronde) |
| ----------------------------- | --------------------- | --------------------- | ------------------------------------------ | --------------------- |
| Du Jing Yu Yang               | CHN                   | 21-11, 16-21, 21-15   | Ha Jung-eun Kim Min-jung                   | KOR                   |
| Lee Hyo-jung Lee Kyung-won    | KOR                   | 21-14, 21-19          | Chin Eei Hui Wong Pei Tty                  | MAS                   |
| Wei Yili Zhang Yawen          | CHN                   | 21-19, 21-13          | Gail Emms Donna Kellogg                    | GBR                   |
| Miyuki Maeda Satoko Suetsuna  | JPN                   | 21-4, 21-8            | Tania Luiz Eugenia Tanaka                  | JPN                   |
| Kumiko Ogura Reiko Shiota     | JPN                   | 18-21, 21-14, 21-18   | Lena Frier Kristiansen Kamilla Rytter Juhl | DEN                   |
| Jiang Yanmei Li Yujia         | SIN                   | 21-12, 21-12          | Eva Lee Mesinee Mangkalakiri               | USA                   |
| Cheng Wen-Hsing Chien Yu Chin | TPE                   | 21-6, 21-12           | Chantal Botts Michelle Edwards             | RSA                   |
| Yang Wei Zhang Jiewen         | CHN                   | 21-19, 21-15          | Vita Marissa Lilyana Natsir                | INA                   |
| Kwartfinale                   |                       |                       |                                            |                       |
| Du Jing Yu Yang               | CHN                   | 21-8, 21-5            | Kumiko Ogura Reiko Shiota                  | JPN                   |
| Lee Hyo-jung Lee Kyung-won    | KOR                   | 21-15, 21-12          | Jiang Yanmei Li Yujia                      | SIN                   |
| Wei Yili Zhang Yawen          | CHN                   | 21-14, 21-18          | Cheng Wen-hsing Chien Yu Chin              | TPE                   |
| Miyuki Maeda Satoko Suetsuna  | JPN                   | 8-21, 23-21, 21-14    | Yang Wei Zhang Jiewen                      | CHN                   |
| Halve finale                  |                       |                       |                                            |                       |
| Du Jing Yu Yang               | CHN                   | 21-19, 21-13          | Wei Yili Zhang Yawen                       | CHN                   |
| Lee Hyo-jung Lee Kyung-won    | KOR                   | 22-20, 21-15          | Miyuki Maeda Satoko Suetsuna               | JPN                   |
| Bronzen finale                |                       |                       |                                            |                       |
| Wei Yili Zhang Yawen          | CHN                   | 21-17, 21-10          | Miyuki Maeda Satoko Suetsuna               | JPN                   |
| Finale                        |                       |                       |                                            |                       |
| Du Jing Yu Yang               | CHN                   | 21-15, 21-13          | Lee Hyo-jung Lee Kyung-won                 | KOR                   |

| \| winnaar \| Land \| uitslag \| verliezer \| Land \| \| 1/8 finale (1e ronde) \| 1/8 finale (1e ronde) \| 1/8 finale (1e ronde) \| 1/8 finale (1e ronde) \| 1/8 finale (1e ronde) \| \| ---------------------------------------- \| --------------------- \| --------------------- \| ---------------------------------------- \| --------------------- \| \| Lee Yong-dae Lee Hyo-jung \| KOR \| 21-12, 21-11 \| Craig Cooper Renee Flavell \| NZL \| \| Nova Widianto Lilyana Natsir \| INA \| 23-21, 21-19 \| Han Sang-hoon Hwang Yu-mi \| KOR \| \| He Hanbin Yu Yang \| CHN \| 21-15, 21-8 \| Anthony Clark Donna Kellogg \| GBR \| \| Flandy Limpele Vita Marissa \| INA \| 21-12, 21-12 \| Kristof Hopp Birgit Overzier \| GER \| \| Nathan Robertson Gail Emms \| GBR \| 21-16, 16-21, 21-19 \| Zheng Bo Gao Ling \| CHN \| \| Sudket Prapakamol Saralee Thoungthongkam \| THA \| 21-9, 21-9 \| Mike Beres Valerie Loker \| CAN \| \| Robert Mateusiak Nadieżda Kostiuczyk \| POL \| 21-8, 21-19 \| Georgie Cupidon Juliette Ah-Wan \| SEY \| \| Thomas Laybourn Kamilla Rytter Juhl \| DEN \| 21-12, 21-14 \| Hendri Kurniawan Saputra Li Yujia \| SIN \| \| Kwartfinale \| \| \| \| \| \| Lee Yong-dae Lee Hyo-jung \| KOR \| 21-19, 21-12 \| Nathan Robertson Gail Emms \| GBR \| \| Nova Widianto Lilyana Natsir \| INA \| 21-13, 21-19 \| Sudket Prapakamol Saralee Thoungthongkam \| THA \| \| He Hanbin Yu Yang \| CHN \| 22-20, 23-21 \| Robert Mateusiak Nadieżda Kostiuczyk \| POL \| \| Flandy Limpele Vita Marissa \| INA \| 21-17, 15-21, 21-17 \| Thomas Laybourn Kamilla Rytter Juhl \| DEN \| \| Halve finale \| \| \| \| \| \| Lee Yong-dae Lee Hyo-jung \| KOR \| 21-9, 12-21, 21-17 \| Flandy Limpele Vita Marissa \| INA \| \| Nova Widianto Lilyana Natsir \| INA \| 15-21, 21-11, 23-21 \| He Hanbin Yu Yang \| CHN \| \| Bronzen finale \| \| \| \| \| \| He Hanbin Yu Yang \| CHN \| 19-21, 21-17, 23-21 \| Flandy Limpele Vita Marissa \| INA \| \| Finale \| \| \| \| \| \| Lee Yong-dae Lee Hyo-jung \| KOR \| 21-11, 21-17 \| Nova Widianto Lilyana Natsir \| INA \| |      |                     |                                          |      |
| winnaar | Land | uitslag             | verliezer                                | Land |
| 1/8 finale (1e ronde) |      |                     |                                          |      |
| Lee Yong-dae Lee Hyo-jung | KOR  | 21-12, 21-11        | Craig Cooper Renee Flavell               | NZL  |
| Nova Widianto Lilyana Natsir | INA  | 23-21, 21-19        | Han Sang-hoon Hwang Yu-mi                | KOR  |
| He Hanbin Yu Yang | CHN  | 21-15, 21-8         | Anthony Clark Donna Kellogg              | GBR  |
| Flandy Limpele Vita Marissa | INA  | 21-12, 21-12        | Kristof Hopp Birgit Overzier             | GER  |
| Nathan Robertson Gail Emms | GBR  | 21-16, 16-21, 21-19 | Zheng Bo Gao Ling                        | CHN  |
| Sudket Prapakamol Saralee Thoungthongkam | THA  | 21-9, 21-9          | Mike Beres Valerie Loker                 | CAN  |
| Robert Mateusiak Nadieżda Kostiuczyk | POL  | 21-8, 21-19         | Georgie Cupidon Juliette Ah-Wan          | SEY  |
| Thomas Laybourn Kamilla Rytter Juhl | DEN  | 21-12, 21-14        | Hendri Kurniawan Saputra Li Yujia        | SIN  |
| Kwartfinale |      |                     |                                          |      |
| Lee Yong-dae Lee Hyo-jung | KOR  | 21-19, 21-12        | Nathan Robertson Gail Emms               | GBR  |
| Nova Widianto Lilyana Natsir | INA  | 21-13, 21-19        | Sudket Prapakamol Saralee Thoungthongkam | THA  |
| He Hanbin Yu Yang | CHN  | 22-20, 23-21        | Robert Mateusiak Nadieżda Kostiuczyk     | POL  |
| Flandy Limpele Vita Marissa | INA  | 21-17, 15-21, 21-17 | Thomas Laybourn Kamilla Rytter Juhl      | DEN  |
| Halve finale |      |                     |                                          |      |
| Lee Yong-dae Lee Hyo-jung | KOR  | 21-9, 12-21, 21-17  | Flandy Limpele Vita Marissa              | INA  |
| Nova Widianto Lilyana Natsir | INA  | 15-21, 21-11, 23-21 | He Hanbin Yu Yang                        | CHN  |
| Bronzen finale |      |                     |                                          |      |
| He Hanbin Yu Yang | CHN  | 19-21, 21-17, 23-21 | Flandy Limpele Vita Marissa              | INA  |
| Finale |      |                     |                                          |      |
| Lee Yong-dae Lee Hyo-jung | KOR  | 21-11, 21-17        | Nova Widianto Lilyana Natsir             | INA  |

## Medailleklassement Badminton
| Plaats | Land       | NOC    | Goud | Zilver | Brons | Totaal |
| ------ | ---------- | ------ | ---- | ------ | ----- | ------ |
| 1      | China      | CHI    | 3    | 2      | 3     | 8      |
| 2      | Indonesië  | INA    | 1    | 1      | 1     | 3      |
| 2      | Zuid-Korea | KOR    | 1    | 1      | 1     | 3      |
| 4      | Maleisië   | MAS    | 0    | 1      | 0     | 1      |
| Totaal | Totaal     | Totaal | 5    | 5      | 5     | 15     |